# Disolución (derecho)
Según la ley, la disolución es cualquiera de varios eventos legales que terminan una entidad legal o un acuerdo, como un matrimonio, adopción, corporación, o unión.
La disolución es la última etapa de la liquidación, el proceso mediante el cual se pone fin a una empresa (o parte de una empresa) y los activos y la propiedad de la empresa desaparecen para siempre.
La disolución de una sociedad colectiva es la primera de dos etapas en la terminación de una sociedad colectiva.  "Liquidación" es la segunda etapa..
La disolución también puede referirse a la terminación de un contrato u otra relación legal; por ejemplo, un divorcio es la disolución  de un matrimonio.
En el derecho internacional, la disolución (latino: dismembratio) es cuando un estado se ha dividido en varias entidades y ya no tiene poder sobre esas entidades, como solía tener antes. Un ejemplo de esto es el caso de la antigua Unión Soviética, que se disolvió en distintas repúblicas independientes.